# Frank Beaurepaire
Francis Joseph Edmund „Frank“ Beaurepaire (* 13. Mai 1891 in Melbourne; † 29. Mai 1956 ebenda) war ein australischer Schwimmer. Er war bis in die 1920er Jahre aktiv und gewann von 1908 bis 1924 bei drei Olympischen Spielen, bis auf die 1912 nahm er an allen in dieser Zeit teil, drei Silber- und drei Bronzemedaillen. Außerdem schwamm er 15 Weltrekorde. Nach seiner aktiven Zeit wurde er erfolgreicher Politiker und Unternehmer. Er war zehn Jahre lang Parlamentsabgeordneter im Landesparlament des australischen Bundesstaats Victoria und Bürgermeister von Melbourne.